# 한국화훼협회
한국화훼협회는 화훼기술의 향상과 문화생활에 기여하여 화상도덕을 앙양하고 회원상호간의 권익과 복리증진을 도모함을 목적으로 1990년 9월 19일 설립된 대한민국 농림수산식품부 소관의 사단법인이다. 사무실은 서울특별시 서초구 양재동 232, 화훼공판장 내에 있다.

## 주요 사업
- 유통구조개선 및 건전 꽃소비 확대
- 전문기술 교육사업 추진
- 꽃 소비촉진을 위한 홍보 및 꽃의 생활화 유도
- 농림사업 통합실시에 따른 관련 사업 업무협조 및 추천